# Atypena adelinae
Atypena adelinae là một loài nhện trong họ Linyphiidae.
Loài này thuộc chi Atypena. Atypena adelinae được Alberto Barrion & James A. Litsinger miêu tả năm 1995.